# Azza Soliman
Azza Soliman (en àrab عزة سليمان) (1968) és una advocada i militant dels drets de les dones egípcia. Va fundar el Centre for Egyptian Women’s Legal Assistance. Soliman ha estat diverses vegades arrestada i perseguida. El 2015, va atestar en el cas de la mort de la poeta Shaima el Sabag, assassinada per la policia egípcia a una manifestació al Caire. Soliman ha estat objecte de venjances, i se li han imposat penalitzacions financeres.

## Biografia
Nascuda el 1968, en una família de cinc germanes, va ser recolzada pel seu pare a estudiar i mai va ser obligada a portar el hijab. Convertida en advocada, és una de les personalitats que lluita pels drets humans a Egipte. El 1995, va fundar el Centre for Egyptian Women’s Legal Assistance (CEWLA, en català Centre d'Assistència Legal per a Dones Egípcies). A partir de 1997, el CEWLA va posar en marxa programes de formació i de sensibilització jurídica sobre la qüestió de la igualtat dels sexes. Aquesta organització no governamental porta també estudis, i organitza esdeveniments, sobre assumptes com ara la violència contra les dones, els crims d'honor, la mutilació genital femenina, el khul, les noves interpretacions jurídiques de la xaria, i la situació dels cristians, etc.
Durant la dècada del 2010, la situació social i política a Egipte va evolucionar ràpidament arran de la revolució egípcia del 2011 i Soliman va criticar la dificultat a què s'enfrontaven les dones que volien participar en les protestes sobre l'assetjament de què eren víctimes.
Al gener de 2015, mentre es trobava a la terrassa d'un cafè, Soliman va ser testimoni d'un atac per policies emmascarats en una manifestació pacífica que commemorava el quart aniversari del moviment del 25 de gener de 2011 'el Dia de la Cólera' punt d'arrencada de la revolució de 2011, i va presenciar la mort d'una manifestant, Shaima el Sabag de 31 anys, causada per un tret. Després d'aquest drama, va anar voluntàriament al despatx del fiscal per a testificar sobre la mort de Shaima durant la dispersió de la manifestació per les forces de l'ordre. Soliman va subratllar la responsabilitat de la policia, i va dipositar una queixa que acusava el ministre de l'Interior i a les forces de seguretat. Al final del seu testimoniatge, el fiscal la va interrogar i la va informar que també presentaria una queixa contra ella i altres quatre testimonis per "reunió il·legal" i "participació en una manifestació de seguretat pública", encara que no havia participat. El 23 de març de 2015, va ser formalment acusada juntament amb altres setze persones per "protestes no autoritzades" i "violació de la seguretat i l'ordre públic". El 23 de maig de 2015, el Tribunal va resoldre els càrrecs en contra seva, una sentència confirmada l'octubre del mateix any pel Tribunal d'Apel·lacions, la Cort va apel·lar la primera decisió.
El 19 de novembre de 2016, van començar un nou conjunt de mesures de represàlia en contra de Soliman. Mentre planejava viatjar a Jordània per a rebre una formació sobre drets de les dones a l'Islam, la policia de l'aeroport li va prohibir abandonar el territori. Poc després, es va assabentar que el seu banc havia congelat els seus comptes, així com les del seu bufet d'advocats. El banc va afirmar que havia actuat seguint instruccions orals i per això no podia ensenyar-li cap document oficial emès per un jutge. Dues setmanes més tard, a principis de desembre, la policia la va detenir, la van portar a l'estació de policia i després a l'oficina d'un jutge d'instrucció per a interrogar-la. Aquesta vegada se l'acusava de caure sota una nova llei sobre organitzacions no governamentals, que prohibeix que aquestes ONG rebin subvencions de l'exterior. Aquests càrrecs van ser confirmats per un tribunal el 14 de desembre de 2016, així com les mesures de prohibició de sortida del territori, la confiscació de béns mobles i immobles i la congelació dels seus actius en el banc, per la qual cosa es va organitzar un moviment de solidaritat per ajudar-la.

## Reconeixements
A l'abril de 2018, Soliman va rebre el Premi Pedro de Lemonauria, creat pel Col·legi de l'Advocacia de Bizkaia per a distingir a aquelles persones, col·lectius o institucions que donen testimoniatge del seu compromís en defensa de la Justícia i la promoció dels valors que l'encoratgen.